# SMBCモビット
SMBCモビット（エスエムビーシーモビット）は、三井住友カードのローンブランド。ブランド名のモビットは“Mobile”“Money”のMoと、データ単位のBit（ビット）という情報化社会にちなむ語句を合わせた造語である。
本項では、かつて存在した銀行系消費者金融会社・株式会社SMBCモビット（SMBC Mobit Co., LTD.）についても記述する。

## 概説
2000年5月17日に三和銀行（UFJ銀行を経て、現・三菱UFJ銀行）が中心になり、同行とその融資系列であった消費者金融専業のプロミス（現・SMBCコンシューマーファイナンス）及び信販のアプラス（後のアプラスフィナンシャル）との共同出資で設立、同年9月18日に営業を開始した。都市銀行（メガバンク）が設立に関与した『消費者金融（一時期パーソナルローンと呼称していた）会社』としては、さくら銀行系のさくらローンパートナー（後のアットローン）に次ぐものであった。
アプラスの資本撤退（UFJグループ離脱）を経て、2004年7月14日に当社の株式を三井住友銀行が電撃的に取得して同行の持分法適用関連会社となったため、当社は三菱UFJフィナンシャル・グループ（MUFG）に属するものの、三井住友フィナンシャルグループ（SMFG）が間接的に出資する実質合弁出資という状況となった。
2012年9月27日、MUFG及びSMBCコンシューマーファイナンスの双方より、当社における合弁解消が発表された。発表によると、
- 2013年度中に会社分割を行い、当社の中核事業である個人向け無担保ローン事業はSMBCが[注釈 2]、地方銀行が無担保ローンを融資する際に代理審査を行う「保証業務」はMUFGが継承する。
- MUFGは、保証業務の受け皿として、アコムと合弁で新会社を設立する。

最終的に、2014年3月1日をもって保証業務をMUFGとアコムが新たに設立した「エム・ユー信用保証株式会社」が承継した。同時に分割後のモビットの株式をMUFGがSMBCに譲渡し、これで名実ともに当社はSMBC傘下となった。2013年1月4日より、三井住友銀行ATMで借入と返済が可能となった。
2017年12月1日、SMFGのグループ会社としての位置付けを明確化することを目的に、商号を「株式会社SMBCモビット」に変更。同時にロゴもSMBCに準じたものに変更された。
同業他社として、SMFGでは前述のアットローンが2000年より、MUFGではUFJ寄りのモビットとは別に旧三菱東京フィナンシャル・グループ傘下の銀行と系列ノンバンクの出資による「DCキャッシュワン/東京三菱キャッシュワン」が2002年より、個人向け無担保ローン事業を貸金業者として行ってきた。これらは当初より利息制限法の範囲内での貸付利率であったが、収益低迷によりDCキャッシュワンは系列のアコムに吸収合併されて同社の「キャッシュワン」となり、アットローンも2011年にプロミスへ吸収合併された。
2023年7月1日、三井住友カードに吸収合併され、同社のローンブランドとなった。

## サービス内容

### モビットカード
公式ウェブサイト上で申し込むと30分程度で審査が完了する。また、三井住友銀行店舗内のローン契約機でカードを発行し、その場でキャッシングすることも可能である。

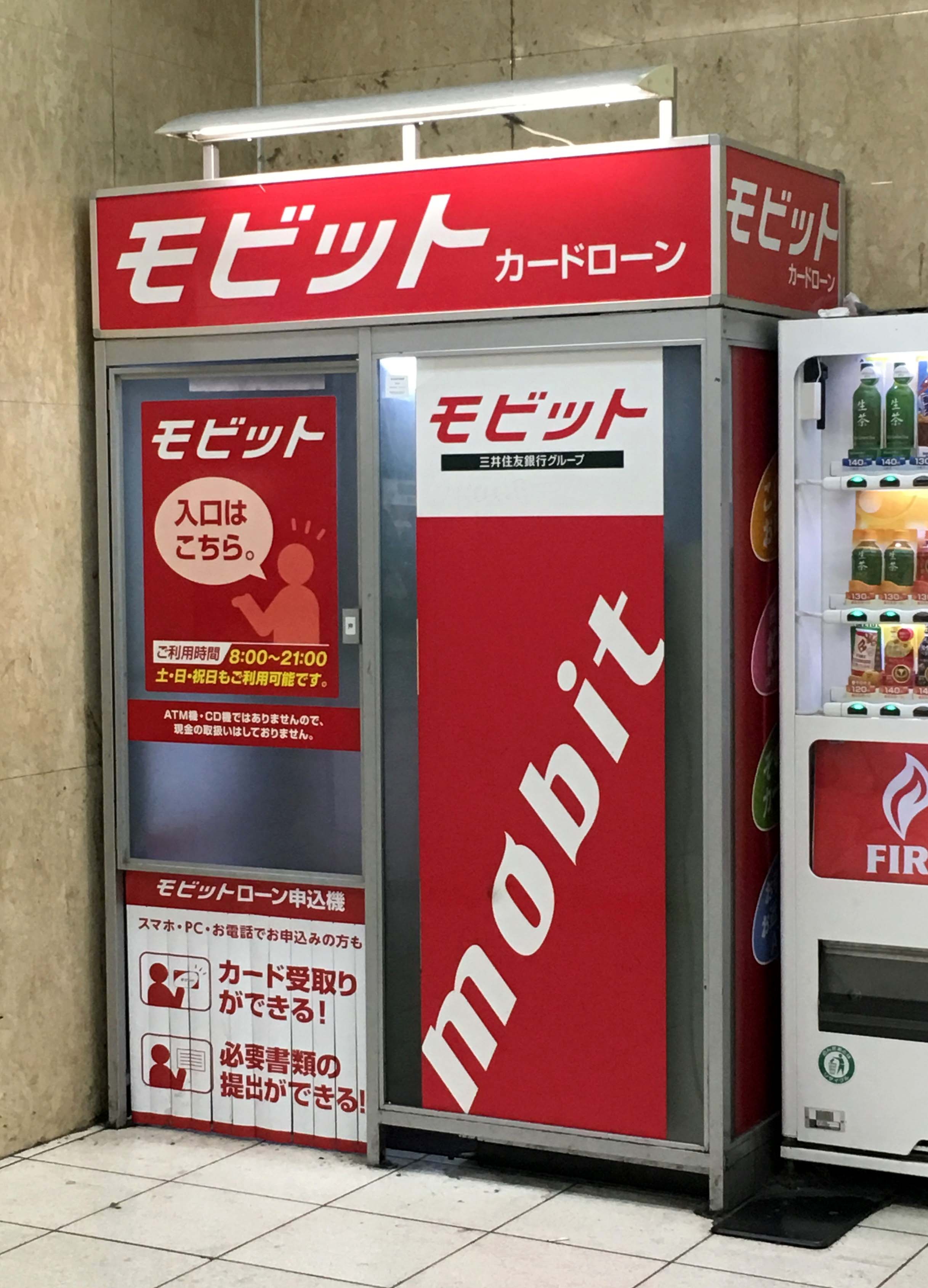
かつての「モビット 無人契約機」

かつては、都市部の私鉄駅構内・繁華街などに「すぐモビ」という無人契約機を多数設置していたほか、三菱東京UFJ銀行（旧UFJ店中心）のATMコーナーにも多数併設されていた。 審査が速いのは、開業当初プロミス申込者の人物パターン（信用リスク）などの蓄積データを活用したスコアリングシステムによるとされる。このスコアリングシステムはプロミスが開発し消費者金融界のスタンダードシステムで欧米の会社からも大きな評価を得ている。モビットはプロミス保有のスコアリングシステムを共有している。
審査はネットから申し込み電話によりオペレータに口答する形でもカードの申込が可能である。

### SMBCモビット premium／plus
三井住友カード会員限定の優遇金利カードローン。公式ウェブサイト上で申し込む。

## TVCM
開業時より長らく桃井かおりと竹中直人がCM出演していたが、2011年10月からは桃井に代わって夏菜が出演している。初期は江戸時代の格好でCMに出演していた。おおまかなCMの内容は以下の通り。
- 卓球の早回し
- 会社員の格好で強風に襲われる※このCMから「大人のモビット」というスローガンが入る（大きなネクタイ）
- 会社でネクタイやハイヒールの大きさのバランスの悪さを指摘するCM（大きなネクタイ/大きなハイヒール/大きな電卓）
- 電車の中での他人の話に首を突っ込むCM
- 透明な海中の探検するCM
- ヨーロッパの街角で2人が再会するCM（大きなネクタイ）
- 透明なグライダー
- スカイダイビング（大きなネクタイ）
- レッドカーペット（大きなネクタイ）

2019年7月からは、新たに小芝風花が出演した「Butler（執事）」篇シリーズが第十弾までの6年間続いた。さまざまな事態に遭遇するお嬢様役の小芝のピンチに、執事役の竹中直人が驚くほどスピーディ且つスマートな方法で対応していく。三井住友カードのローンブランドとなった2023年7月1日リリースの第七弾では、ライバルお嬢様役にダレノガレ明美、ライバル執事役にパンツェッタ・ジローラモが出演。
- 「Butler（執事）」篇（2019年7月22日 - ）[10]
  - 第二弾（2020年2月1日 - ）[11]
  - 第三弾（2021年1月4日 - ）[12]
  - 第四弾（2022年1月4日 - ）[13]
  - 第五弾（2022年8月22日 - ）[14]
  - 第六弾（2023年2月1日 - ）[15]
  - 第七弾（2023年7月1日 - ）[16]
  - 第八弾（2024年1月15日 - ）[17]
  - 第九弾（2024年7月16日 - ）[18]
  - 第十弾（2025年2月3日 - ）[19]

### 最新シリーズ
2025年8月からは、引き続き竹中直人と小芝風花を起用した「大航海」篇を新たにオンエア。
- 「大航海」篇（2025年8月18日 - ）[20]

## 銀行ローン保証業務
次の銀行では、モビットが審査・信用保証を受託するカードローンを2001年より順次提供している。いわゆる銀行系消費者金融会社による銀行の消費者ローン商品の保証業務は最先発である。
東邦銀行が提供していたTOHOモビット等「―モビット」名称がつく商品は、基本的な商品設計が共通で、申込受付についてもモビットに業務委託する形となっている。広告（UFJモビットを除く）では内山理名が共通の雛形による宣材で統一的にキャラクターを務めている他、銀行側で独自のチラシ等が用意されている場合もある。
なおこれらの保証業務は、前述した会社分割により、2014年3月以降は新設された「エム・ユー信用保証」に引き継がれている。尚、モビットとは直接関係無くなった為か商品名を変更している銀行や新規取扱終了した銀行が多い。統一宣伝キャラクターも内山理名から乃木坂46に交代している。

### 地銀・第二地銀
旧三和銀行・東海銀行と経営・業務上の繋がりがあった地方銀行・第二地方銀行を中心に扱っている。基本的に各銀行の営業エリア在住であれば既存の取引が無くとも申込・契約は可能である。
2017年現在、山口銀行・千葉銀行・東邦銀行・紀陽銀行・百五銀行・百十四銀行・武蔵野銀行・北洋銀行・滋賀銀行・七十七銀行・三菱UFJ銀行・秋田銀行・栃木銀行・池田泉州銀行・第四銀行・阿波銀行・山陰合同銀行・十八銀行・北九州銀行・佐賀銀行・静岡銀行・もみじ銀行・筑邦銀行・鹿児島銀行・福井銀行と個人向け無担保ローンの信用保証事業を行っている。